# Tế bào thực bào

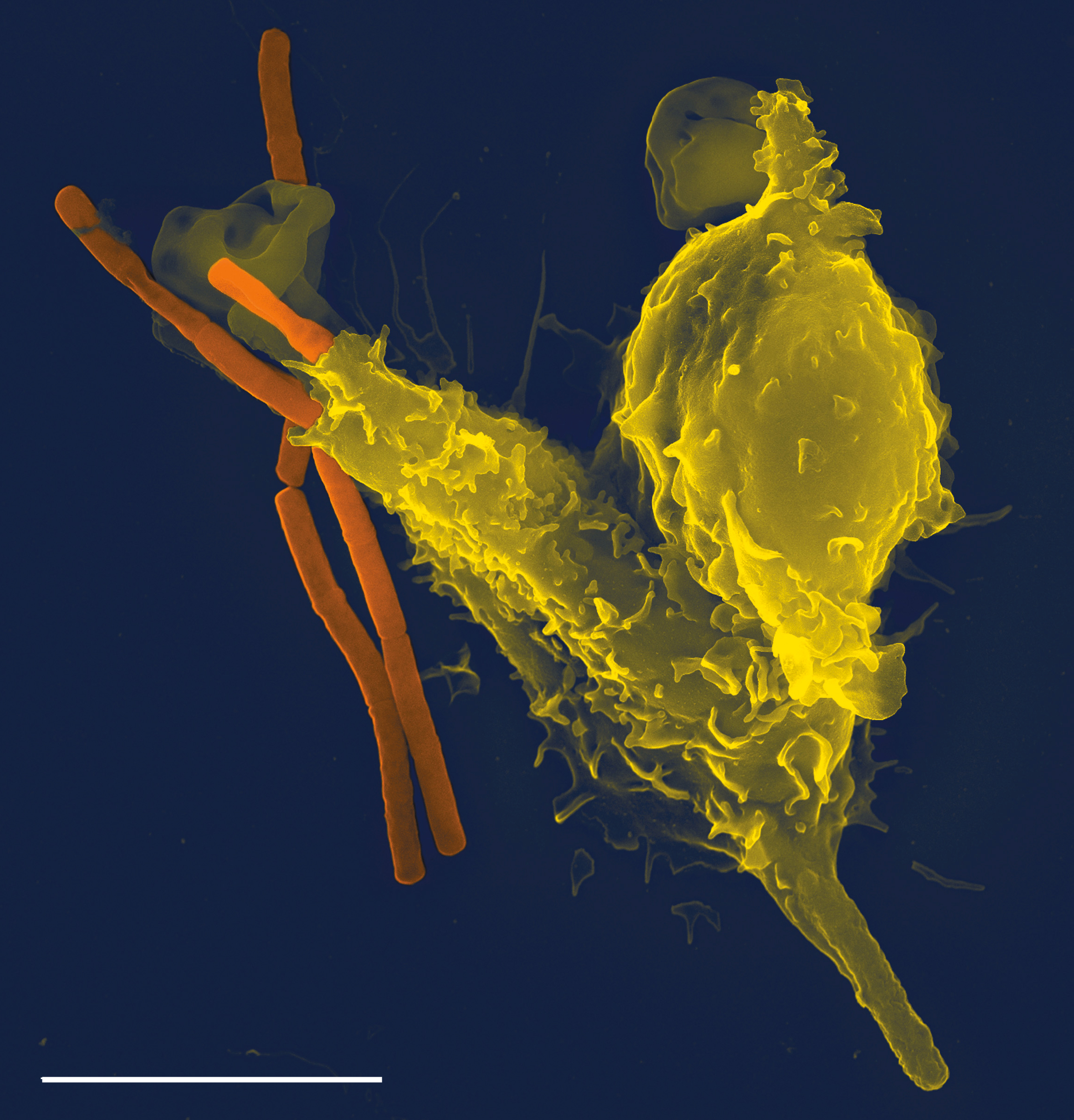
Vi khuẩn hình que dài, một trong số đó đã bị nhấn chìm một phần bởi tế bào máu trắng có hình blob lớn hơn. Hình dạng của tế bào bị bóp méo bởi vi khuẩn không tiêu diệt bên trong nó.

Tế bào thực bào là những tế bào bảo vệ cơ thể bằng cách ăn các hạt có hại, vi khuẩn, vi khuẩn chết và tế bào chết. Tên của chúng xuất phát từ phagein tiếng Hy Lạp, "ăn" hoặc "nuốt", và "-cyte", hậu tố trong sinh học biểu thị "tế bào", từ tiếng Hy Lạp kutos, "ống rỗng". Chúng rất cần thiết để chống lại nhiễm trùng và miễn dịch tiếp theo. Tế bào thực bào  quan trọng trong suốt giới động vật và được phát triển cao trong các động vật có xương sống. Một lít máu người chứa khoảng sáu tỷ thực bào. Chúng được phát hiện vào năm 1882 bởi Ilya Ilyich Mechnikov trong khi ông đang nghiên cứu ấu trùng sao biển. Mechnikov đã được trao giải Nobel Sinh lý và Y khoa năm 1908 cho khám phá của ông. Các thực bào tế bào hiện diện xảy ra ở nhiều loài; một số amoebae hoạt động giống như thực bào đại thực bào, cho thấy rằng thực bào xuất hiện sớm trong sự tiến hóa của sự sống.
Tế bào thực bào của con người và động vật khác được gọi là "chuyên nghiệp" hoặc "không chuyên nghiệp" tùy thuộc vào hiệu quả của chúng ở thực bào. Các thực bào chuyên nghiệp bao gồm nhiều loại bạch cầu (như bạch cầu trung tính, bạch cầu đơn nhân, đại thực bào, tế bào mast và tế bào đuôi gai). Sự khác biệt chính giữa thực bào chuyên nghiệp và không chuyên nghiệp là các thực bào chuyên nghiệp có phân tử được gọi là thụ thể trên bề mặt của chúng có thể phát hiện các vật có hại, chẳng hạn như vi khuẩn, thường không được tìm thấy trong cơ thể. Tế bào thực bào rất quan trọng trong việc chống nhiễm trùng, cũng như trong việc duy trì các mô khỏe mạnh bằng cách loại bỏ các tế bào chết và chết đã kết thúc tuổi thọ của chúng.
Trong thời gian nhiễm trùng, tín hiệu hóa học thu hút thực bào ở những nơi mà mầm bệnh xâm nhập vào cơ thể. Những hóa chất này có thể đến từ vi khuẩn hoặc từ các thực bào khác đã có. Tế bào thực bào di chuyển bằng một phương pháp gọi là chemotaxis. Khi thực bào tiếp xúc với vi khuẩn, các thụ thể trên bề mặt thực bào sẽ liên kết với chúng. Sự ràng buộc này sẽ dẫn đến sự nhấn chìm của vi khuẩn bởi tế bào thực bào. Một số tế bào thực vật giết chết mầm bệnh xâm nhập với chất oxy hóa và oxit nitric. Sau khi thực bào, đại thực bào và các tế bào đuôi gai cũng có thể tham gia vào sự trình diện kháng nguyên, một quá trình trong đó một thực bào di chuyển các phần của vật liệu được đưa trở lại bề mặt của nó. Vật liệu này sau đó được hiển thị cho các tế bào khác của hệ miễn dịch. Một số tế bào thực vật sau đó đi đến các hạch bạch huyết của cơ thể và hiển thị vật liệu cho các tế bào bạch cầu gọi là tế bào lympho. Quá trình này rất quan trọng trong việc xây dựng khả năng miễn dịch, và nhiều tác nhân gây bệnh đã tiến hóa các phương pháp để né tránh các cuộc tấn công của thực bào.

## Lịch sử

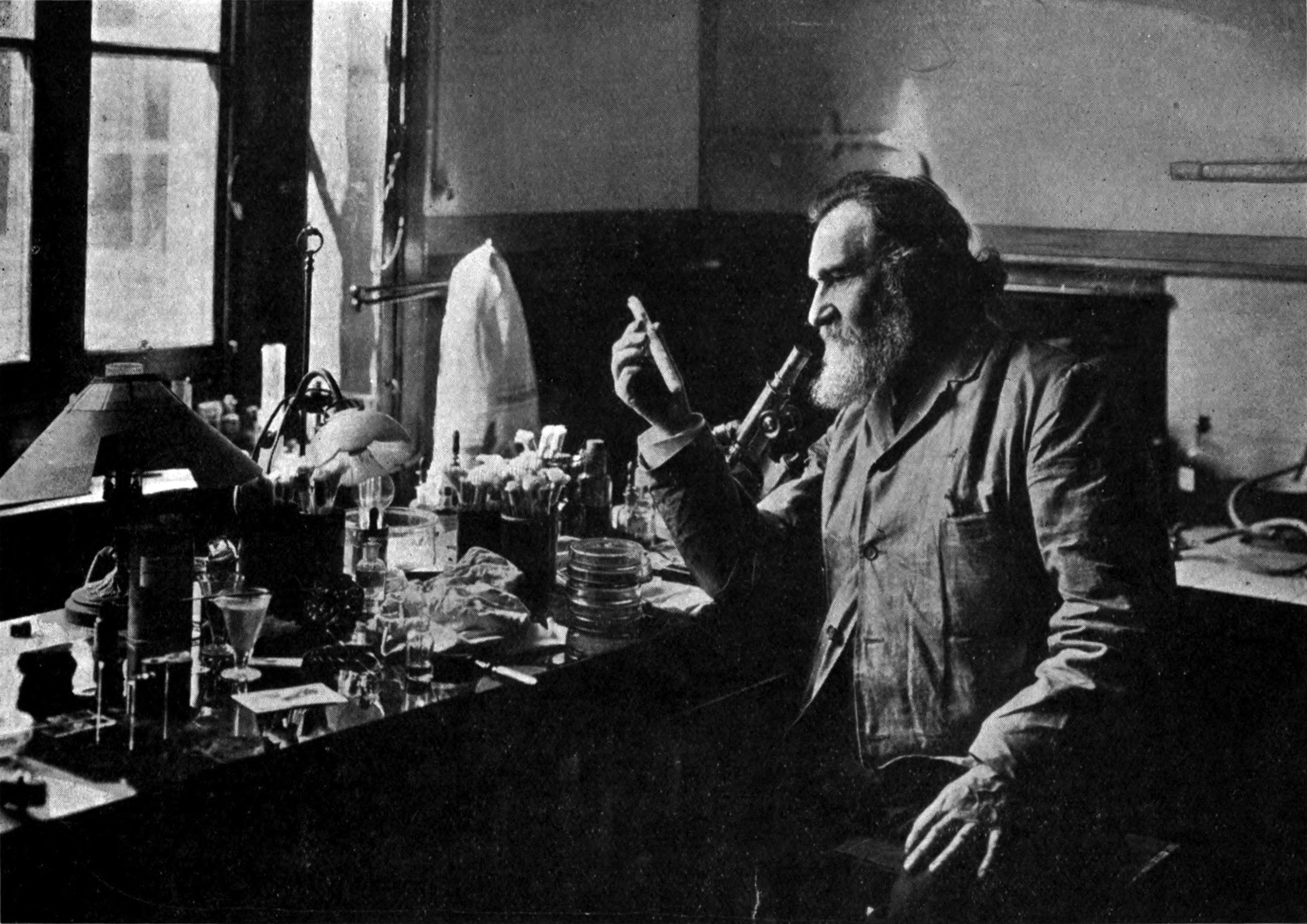
Ilya Ilyich Mechnikov trong phòng thí nghiệm của mình.

Nhà động vật học người Nga Ilya Ilyich Mechnikov (1845–1916) lần đầu tiên nhận ra rằng các tế bào chuyên biệt có liên quan đến việc bảo vệ chống nhiễm khuẩn. Năm 1882, ông nghiên cứu các tế bào di chuyển (tự do di chuyển) trong larva ở sao biển, tin rằng chúng quan trọng đối với hệ miễn dịch của động vật. Để kiểm tra ý tưởng của mình, ông đã nhét gai nhỏ từ cây quýt vào ấu trùng. Sau một vài giờ, ông nhận thấy rằng các tế bào di động đã bao quanh gai. Mechnikov đi đến Vienna chia sẻ ý tưởng của ông với Carl Friedrich Claus người đã đề xuất tên gọi phagocyte (từ tiếng Hy Lạp phagein, có nghĩa là "ăn hoặc nuốt", và kutos, nghĩa là "ống rỗng") cho các tế bào mà Mechnikov đã quan sát.
Một năm sau, Mechnikov nghiên cứu một giáp xác nước ngọt được gọi là Daphnia, một con vật trong suốt nhỏ bé có thể được kiểm tra trực tiếp dưới kính hiển vi. Ông phát hiện ra rằng bào tử nấm tấn công con vật đã bị phá hủy bởi thực bào. Ông tiếp tục mở rộng quan sát của mình đến các tế bào máu trắng của động vật có vú và phát hiện ra rằng vi khuẩn 'Bacillus anthracis' có thể bị nuốt chửng và giết chết bởi thực bào, một quá trình mà ông gọi là thực bào. Mechnikov đề xuất rằng tế bào thực bào là một phòng thủ chính chống lại các sinh vật xâm nhập.
Năm 1903, Almroth Wright phát hiện ra rằng thực bào được tăng cường bởi kháng thể cụ thể mà ông gọi là opsonin, từ tiếng Hy Lạp opson, nước xốt. Mechnikov được trao (cùng với Paul Ehrlich) giải Nobel về Sinh lý học hoặc Y khoa năm 1908 cho công trình của ông về thực bào và tế bào thực bào.
Mặc dù tầm quan trọng của những khám phá này dần dần đạt được sự chấp nhận trong đầu thế kỷ 20, các mối quan hệ phức tạp giữa thực bào và tất cả các thành phần khác của hệ thống miễn dịch vẫn chưa được biết đến cho đến những thập niên 1980.